# 盤古中央山脈

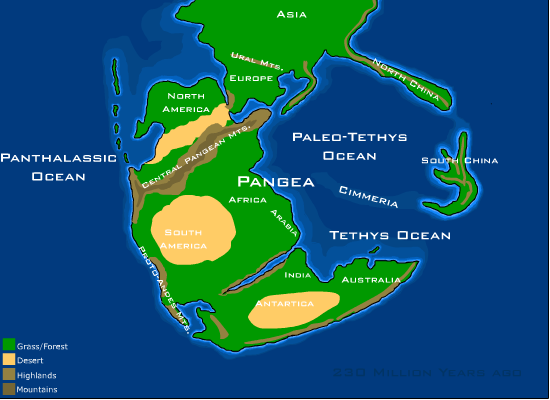
二叠纪早期的盤古大陸地圖，可見盤古中央山脈。

盤古中央山脈（Central Pangean Mountains）是盤古大陸上一個東北－西南走向的古山脈。該山脈是因為兩個面積較小的超大陸歐美大陸和冈瓦那大陆相碰撞形成盤古大陸的過程中形成。這個巨大山脈的殘餘就是今日北美洲阿巴拉契亚山脉和北非摩洛哥的小阿特拉斯山脈。
盤古中央山脈是一系列造山運動的產物，這些造山運動有阿卡迪亞造山運動、加里東造山運動和阿利根尼造山運動。

## 形成与消亡
盘古中央山脉形成于劳亚大陆与北边的冈瓦纳大陆相撞的华西力造山运动和阿利根尼造山幕，开始于约340 Ma的石炭纪，约295 Ma的二叠纪初完成，当时山地海拔达到最高。在二叠纪，山区受到强烈的物理、机械风化作用，到晚二叠世(乐平世)使得山峰的海拔普遍降低了一半，河流切出许多极深的河谷。中三叠世盘古中央山脉还在不断缩小，到约2亿年前的侏罗纪早期，西欧的山脉就已被侵蚀成少数几片高地，周围是几片深海盆地。:57–95

## 气候
气候模型支持盘古中央山脉在晚石炭世产生大量煤。山脉创造出全年多雨的地区，没有季风气候特有的干季。这对于保存煤沼中的泥炭来说非常重要。:1947–1950在二叠纪早中期，盘古中央山脉就坐落在赤道雨带下面。来自法国二叠系Salagou组黄土沉淀的数据说明，盘古中央山脉的高地区域很可能有冰川，即便是在赤道附近。:379–392出于其巨大尺寸和极靠近赤道的位置，晚二叠世期间盘古中央山脉北坡出现雨影地带，阻断了来自南半球的季风降水，并形成了欧洲蔡希斯坦统规模巨大的盐沉积。